# Peter Scholl-Latour
Peter Roman Scholl-Latour (Bochum, 9 de março de 1924, como Peter Scholl —  Rhöndorf, 16 de agosto de 2014) foi um jornalista franco-alemão. O sobrenome Latour era o nome de nascimento de sua bisavó por parte de pai.

## Juventude e educação
Peter Scholl-Latour era filho do médico Otto Konrad Scholl (1888-1960), nascido em Saverne (Alsácia) e criado na região da Lorena e e de sua esposa Mathilde Zerlina Nußbaum (1896-1991). 
Era sobrinho por parte de mãe do médico Robert Nussbaum. Seu avô materno era Moritz Nussbaum.

## Homenagens
Ao longo de seus mais de 60 anos de carreira, Peter Scholl-Latour recebeu diversas homenagens por seu trabalho jornalístico.